# Mathew Hayman
Mathew Hayman (Camperdown, 20 april 1978) is een Australisch voormalig wielrenner die sinds 2014 reed voor de vanaf 2018 Mitchelton-Scott geheten wielerploeg, waar hij in 2019 zijn carrière eindigde.

## Carrière
Mathew Hayman werd in het jaar 2000 prof bij Rabobank en reed daar tot en met 2009. Daarvoor zat hij in hun opleidingsploeg waar hij ondanks zijn Australische nationaliteit met een Nederlandse licentie reed en zo het Nederlands kampioenschap voor beloften won. In 2001 boekte hij zijn eerste zeges als prof door een etappe en het eindklassement van de Challenge Mallorca te winnen. Daarna volgden enkele jaren van ereplaatsen zonder overwinningen. 
In 2005 kwam er eindelijk een stijgende lijn in Haymans prestaties. In het voorjaar presteerde Hayman zeer goed in enkele Belgische (semi)klassiekers. In juli van dat jaar pakte Hayman weer een overwinning door het eindklassement van de Ronde van Saksen te winnen. Zijn grootste overwinning tot dan toe behaalde hij in 2006 toen hij als eerste de finish passeerde tijdens de Gemenebestspelen en daarmee goud veroverde voor zijn land.
In 2016 won hij, gezien zijn gevorderde leeftijd en beperkt palmares, verrassend de klassieker Parijs-Roubaix. Als enige 'overlever' van een vroege vlucht van zestien renners belandde hij uiteindelijk in een kopgroep van vijf renners die om de overwinning zou gaan sprinten. Nadat de vier andere renners elkaar in de laatste twintig kilometer hadden afgemat met verschillende pogingen om een gat te slaan, versloeg hij op de wielerbaan van Roubaix Tom Boonen, Ian Stannard, Sep Vanmarcke en Edvald Boasson Hagen.

## Belangrijkste overwinningen
1997
Grote Prijs Stad Geel
1999
Eindklassement Triptyque des Monts et Châteaux
1e etappe Tweedaagse van de Gaverstreek
Eindklassement Tweedaagse van de Gaverstreek
3e etappe deel B Olympia's Tour (ploegentijdrit)
 Nederlands kampioen op de weg, Beloften
2001
Trofeo Sóller
Eindklassement Challenge Mallorca
2005
Eindklassement Ronde van Saksen
2006
 Wegrit op de Gemenebestspelen
2011
Parijs-Bourges
2016
Parijs-Roubaix
Ridderronde Maastricht

## Resultaten in voornaamste wedstrijden
| Jaar | Ronde van Italië | Ronde van Frankrijk | Ronde van Spanje |
| ---- | ---------------- | ------------------- | ---------------- |
| 2000 |                  |                     |                  |
| 2001 |                  |                     |                  |
| 2002 | 91e              |                     |                  |
| 2003 |                  |                     | 137e             |
| 2004 |                  |                     |                  |
| 2005 |                  |                     | opgave           |
| 2006 | 136e             |                     |                  |
| 2007 |                  |                     |                  |
| 2008 | buiten tijd      |                     |                  |
| 2009 |                  |                     |                  |
| 2010 | 105e             |                     |                  |
| 2011 |                  |                     |                  |
| 2012 |                  |                     |                  |
| 2013 |                  |                     |                  |
| 2014 |                  | opgave              |                  |
| 2015 |                  |                     | 130e             |
| 2016 |                  | 135e                |                  |
| 2017 |                  | 151e                |                  |
| 2018 |                  | 108e                |                  |

| Jaar | Milaan-San Remo | Gent-Wevelgem | Ronde van Vlaanderen | Parijs-Roubaix | Amstel Gold Race | Luik-Bast.‑Luik | Parijs-Tours | Dwars door Vlaanderen | Omloop Het Nieuwsblad |  | WK op de weg |  | Wereldranglijsten |
| ---- | --------------- | ------------- | -------------------- | -------------- | ---------------- | --------------- | ------------ | --------------------- | --------------------- |  | ------------ |  | ----------------- |
| 2000 |                 | 40e           |                      | 65e            |                  |                 |              |                       |                       |  |              |  |                   |
| 2001 |                 | 50e           |                      | 49e            |                  |                 |              |                       |                       |  | opgave       |  |                   |
| 2002 |                 | 41e           | 70e                  | opgave         |                  |                 | 58e          | 26e                   | 22e                   |  | 100e         |  |                   |
| 2003 |                 | 10e           | 82e                  | 26e            |                  |                 | 82e          | 36e                   |                       |  | 33e          |  |                   |
| 2004 | 155e            |               |                      |                |                  |                 | 40e          | 60e                   |                       |  | opgave       |  |                   |
| 2005 |                 | 25e           | 47e                  | 78e            |                  |                 | 36e          | 8e                    |                       |  | 101e         |  |                   |
| 2006 | 122e            |               | 90e                  | 23e            |                  |                 | 14e          |                       | 22e                   |  | 100e         |  |                   |
| 2007 | 86e             |               | 68e                  |                |                  |                 | 89e          | 4e                    | 15e                   |  | opgave       |  | 234e (UPT)        |
| 2008 |                 | 80e           |                      | 113e           |                  |                 |              | 46e                   |                       |  |              |  | 146e (UPT)        |
| 2009 | 93e             | 4e            | 60e                  | 21e            |                  |                 | 119e         | 8e                    | 27e                   |  | opgave       |  | 98e (UWK)         |
| 2010 | 129e            | 27e           | 13e                  | 24e            | 83e              |                 |              | 5e                    | 100e                  |  | 94e          |  |                   |
| 2011 |                 | 125e          | 21e                  | 10e            | 96e              |                 | 12e          | 4e                    | ↑                     |  | 100e         |  | 176e (UWT)        |
| 2012 | opgave          | 68e           | 79e                  | 8e             | 108e             |                 |              |                       | 24e                   |  |              |  | 115e (UWT)        |
| 2013 |                 | 36e           | opgave               | 52e            | 90e              |                 |              | ↑                     |                       |  | opgave       |  | 175e (UWT)        |
| 2014 | opgave          |               | 51e                  | 51e            | opgave           |                 |              | 55e                   |                       |  | opgave       |  |                   |
| 2015 | 62e             | 18e           | 39e                  | 76e            | opgave           |                 |              |                       |                       |  | 77e          |  |                   |
| 2016 |                 |               |                      | ↑              | 84e              | 141e            | 131e         |                       |                       |  | 21e          |  | 53e (UWT)         |
| 2017 | 137e            | 98e           | 91e                  | 11e            | 124e             |                 |              | 27e                   | 50e                   |  | opgave       |  | 178e (UWT)        |
| 2018 |                 | 97e           | 83e                  | 22e            |                  |                 |              | 101e                  |                       |  |              |  |                   |

## Ploegen
- 2000 –  Rabobank
- 2001 –  Rabobank
- 2002 –  Rabobank
- 2003 –  Rabobank
- 2004 –  Rabobank
- 2005 –  Rabobank
- 2006 –  Rabobank
- 2007 –  Rabobank
- 2008 –  Rabobank
- 2009 –  Rabobank
- 2010 –  Team Sky
- 2011 –  Sky ProCycling
- 2012 –  Sky ProCycling
- 2013 –  Sky ProCycling
- 2014 –  Orica GreenEDGE
- 2015 –  Orica GreenEDGE
- 2016 –  Orica-BikeExchange [a]
- 2017 –  Orica-Scott
- 2018 –  Mitchelton-Scott
- 2019 –  Mitchelton-Scott

Wielerploegen van Mathew Hayman
Aebersold ·
den Bakker ·
Boerman ·
van Bon ·
Boogerd ·
Boven ·
Dekker ·
Duijn · 
Engels ·
Groenendaal ·
de Groot ·
Hayman · 
de Jongh ·
de Knegt ·
Kroon ·
Lotz ·
Niermann ·
Nys ·
van der Poel (tot 28/02) ·
Pronk ·
Sørensen ·
Vierhouten ·
Wauters ·
B. Zberg ·
M. Zberg ·
Traksel (stagiair) 
den Bakker ·
Boerman ·
Boogerd ·
Boven ·
Dekker ·
Duijn · 
Engels ·
Groenendaal ·
de Groot ·
Hayman · 
de Jongh ·
de Knegt ·
Kroon ·
Lotz ·
Löwik ·
Niermann ·
Nys ·
Pronk ·
Traksel ·
Veneberg ·
Verheyen ·
Vierhouten ·
Wauters ·
B. Zberg ·
M. Zberg
den Bakker ·
Boerman ·
Boogerd ·
Boven ·
Dekker ·
Duijn · 
Engels ·
Groenendaal ·
de Groot ·
Hayman · 
de Jongh ·
Kroon ·
Leipheimer ·
Lotz ·
Mutsaars ·
Niermann ·
Nys ·
Pronk ·
Sentjens ·
Traksel ·
Veneberg ·
Verheyen ·
Wauters ·
B. Zberg ·
M. Zberg
den Bakker ·
Bartko ·
Boogerd ·
Boven ·
Dekker ·
De Weert ·
Engels ·
Freire · 
de Groot ·
Hayman · 
Hunter ·
de Jongh ·
Kroon ·
Leipheimer ·
Lotz ·
Mutsaars ·
Niermann ·
Nys ·
Rasmussen ·
Sentjens ·
Traksel ·
Veneberg ·
Wauters ·
Wielinga ·
Zberg ·
Dekkers (stagiair) ·
Elijzen (stagiair) ·
de Kort (stagiair) 
den Bakker ·
Bartko ·
Boogerd ·
Boven ·
E. Dekker ·
Dekkers ·
De Weert ·
Freire  · 
de Groot ·
Hayman · 
Hunter ·
de Jongh ·
Kroon ·
Leipheimer ·
Lotz ·
Mutsaars ·
Niermann ·
Posthuma ·
Rasmussen ·
Sentjens ·
Traksel ·
Veneberg ·
Wauters ·
Weening ·
Wielinga ·
T. Dekker (stagiair) ·
Eltink (stagiair) 
den Bakker ·
Boogerd ·
Boven ·
E. Dekker ·
T. Dekker ·
Eltink ·
Freire  · 
de Groot ·
Hayman · 
Horrillo ·
de Jongh ·
Kolobnev ·
Kroon ·
Löwik ·
Mensjov ·
Mutsaars ·
Niermann ·
Posthuma ·
Rasmussen ·
Scheuneman ·
Sentjens ·
Sutherland (tot 30/09) ·
Vastaranta ·
Veneberg ·
Wauters ·
Weening ·
Wielinga
Ardila ·
Boogerd ·
Boven ·
Brown ·
E. Dekker ·
T. Dekker ·
Eltink ·
Flecha ·
Freire · 
de Groot ·
Hayman · 
Horrillo ·
Kolobnev ·
Löwik ·
de Maar ·
Mensjov ·
Niermann ·
Posthuma ·
Rasmussen ·
Reus ·
Scheuneman ·
Sentjens ·
Vastaranta ·
Veneberg ·
Walker ·
Wauters ·
Weening
Ardila ·
van Bon ·
Boogerd ·
Boven ·
Brown ·
Dekker ·
Eltink ·
Flecha ·
Flens ·
Freire · 
Gesink ·
de Groot ·
Hayman · 
van Heeswijk ·
Horrillo ·
Kozontsjoek ·
Langeveld ·
Löwik ·
de Maar ·
Mensjov ·
Moerenhout ·
Niermann ·
Posthuma ·
Rasmussen (tot 31/07) ·
Reus ·
Veneberg ·
Walker ·
Weening
Ardila ·
Boven (tot 16/04) ·
Brown ·
ten Dam ·
Dekker (tot 14/08) ·
Elijzen ·
Eltink ·
Flecha ·
Flens ·
Freire · 
Gesink ·
de Groot ·
Hayman · 
Horrillo ·
Kozontsjoek ·
Langeveld ·
Leezer ·
Löwik ·
de Maar ·
Martens ·
Mensjov ·
Moerenhout ·
Mollema ·
Niermann ·
Posthuma ·
Reus ·
Tankink ·
Walker ·
Weening ·
van Emden (stagiair) 
Ardila ·
Boom ·
Brown ·
Clement ·
ten Dam ·
van Emden ·
Flecha ·
Flens ·
Freire · 
Gárate ·
Gesink ·
de Groot ·
Hayman · 
Horrillo ·
Kozontsjoek ·
Langeveld ·
Leezer ·
de Maar ·
Martens ·
Mensjov ·
Moerenhout ·
Mollema ·
Niermann ·
Nuyens ·
Posthuma ·
Reus ·
Stamsnijder ·
Tankink ·
Tjallingii ·
Weening
Arvesen ·
Augustyn ·
Barry ·
Boasson Hagen ·
Calzati ·
Carlström ·
Cioni ·
Cummings · 
Downing ·
Flecha ·
Froome ·
Gerrans ·
Hayman ·
Henderson ·
Kennaugh ·
Löfkvist ·
Nordhaug ·
Pauwels ·
Portal ·
Possoni ·
Stannard ·
Sutton ·
Swift ·
Thomas ·
Viganò ·
Wiggins
Appollonio ·
Arvesen ·
Augustyn ·
Barry ·
Boasson Hagen ·
Carlström ·
Cioni ·
Cummings · 
Downing ·
Dowsett ·
Flecha ·
Froome ·
Gerrans ·
Hayman ·
Henderson ·
Hunt ·
Kennaugh ·
Knees ·
Löfkvist ·
Nordhaug ·
Pauwels ·
Possoni ·
Rogers ·
Stannard ·
Sutton ·
Swift ·
Thomas ·
Urán ·
Wiggins ·
Zandio ·
Puccio (stagiair)
Appollonio ·
Barry ·
Boasson Hagen ·
Cavendish  ·
Eisel ·
Dowsett ·
Flecha ·
Froome ·
Henao ·
Hayman ·
Hunt ·
Kennaugh ·
Knees ·
Löfkvist ·
Nordhaug ·
Pate ·
Porte ·
Puccio ·
Rogers ·
Rowe ·
Siwtsow ·
Stannard ·
Sutton ·
Swift ·
Thomas ·
Urán ·
Wiggins ·
Zandio ·
Martinelli (stagiair) 
Boasson Hagen ·
Boswell ·
Cataldo ·
Dombrowski ·
Eisel ·
Edmondson ·
Froome ·
Henao ·
Hayman ·
Kennaugh ·
Kiryjenka ·
Knees ·
López ·
Pate ·
Porte ·
Puccio ·
Rasch ·
Rowe ·
Siwtsow ·
Stannard ·
Sutton ·
Swift ·
Thomas ·
Tiernan-Locke ·
Urán ·
Wiggins ·
Zandio
Albasini · Bewley · Chaves · Clarke · Docker · Durbridge · Ewan · Gerrans · Goss · Hayman · Hepburn · Howard · Howson · Impey · Keukeleire · Kruopis · Lancaster · Matthews · Meier · C.Meyer · Mouris · Santaromita · Schurter · Tuft · Weening · A.Yates · S.Yates · Cort (stagiair)
Albasini · Bewley · Blythe · Chaves · Clarke · Cort · Docker · Durbridge · Ewan · Gerrans · Hayman · Hepburn · Howard · Howson · Impey · Keukeleire · Lancaster · Matthews · Meier · C.Meyer · Mouris · Santaromita · Tuft · Weening · A.Yates · S.Yates
Albasini · Bewley · Chaves · Cheung · Cort · Docker · Durbridge · Edmondson · Ewan · Gerrans · Haig · Hayman · Hepburn · Howson · Impey · Juul-Jensen · Keukeleire · Matthews · Meier · Mezgec · Plaza · Power · Tuft · Txurruka · Verona · A.Yates · S.Yates · Schultz (stagiair)
Albasini · Bewley · Chaves · Cheung · Cort · Docker · Durbridge · Edmondson · Ewan · Gerrans · Haig · Hayman · Hepburn · Howson · Impey · Juul-Jensen · Keukeleire · Kluge · Kreuziger · Mezgec · Plaza · Power · Tuft · Verona · A. Yates · S. Yates
Albasini · Bauer · Bewley · Chaves · Durbridge · Edmondson · Ewan · Haig · Hamilton · Hayman · Hepburn · Howson · Impey · Juul-Jensen · Kluge · Kreuziger · Meyer · Mezgec · Nieve · Power · Trentin  · Tuft · Verona · A. Yates · S. Yates
Affini · Albasini · Bauer · Bewley · Bookwalter · Chaves · Durbridge · Edmondson · Grmay · Haig · Hamilton · Hayman · Hepburn · Howson · Impey · Juul-Jensen · Meyer · Mezgec · Nieve · Schultz · Scotson · Smith · Stannard · Trentin  · A. Yates · S. Yates